# VARA

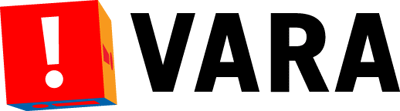
Das Logo der VARA von 2002 bis 2017

VARA war eine öffentlich-rechtliche Rundfunkgesellschaft (niederländisch: Publieke Omroep) in den Niederlanden, die von 1925 bis 2018 bestand. Sie war einer der Mitgliedsverbände des Nederlandse Publieke Omroep (NPO) und war traditionell mit der Sozialdemokratie und Arbeiterbewegung verbunden. Sie fusionierte mit Barts Neverending Network zur Vereinigung BNNVARA.

## Geschichte

### Entstehung und Status
1925 wurde die Vereeniging van Arbeiders Radio Amateurs („Vereinigung der Arbeiter-Radioamateure“) gegründet. Zu Beginn war VARA streng sozialistisch orientiert und hatte enge Kontakte zur Sociaal Democratische Arbeiders Partij (SDAP) (bis 1941) bzw. zur Partij van de Arbeid (nach 1945). Viele bekannte Parteifunktionäre waren im Vorstand der VARA. Anfangs sendete die VARA nur acht Stunden Programm in der Woche. Aufgrund des Dilettantismus wurde die Abkürzung von den Anhängern der bürgerlich-liberalen Algemene Vereniging Radio Omroep (AVRO) als Van Armoe Rammelt Alles (etwa: „Aus Armut macht man alles“, wörtlich: „Die Armut schüttelt alles“) verspottet. Nach dem Sendezeitbeschluss (Zendtijdbesluit) vom 15. Mai 1930 teilte sich VARA die Programmplätze auf dem Sender Hilversum gleichberechtigt mit AVRO, ein kleinerer Teil der Sendezeit wurde dem freisinnig-protestantischen VPRO eingeräumt. 
Neben der AVRO, der evangelisch-reformierten NCRV, dem katholischen KRO und dem VPRO war VARA ab 1947 einer der fünf Mitgliedsverbände der Nederlandse Radio Unie (NRU). Als die Niederlande am 2. Oktober 1951 das Fernsehen einführten, war VARA – im Rahmen der Nederlandse Televisie Stichting (NTS) – einer der vier ersten Fernsehanbieter. 1957 wurde der anachronistische Name in „Omroepvereniging VARA“ geändert, die Abkürzung wurde seither losgelöst von der ursprünglichen Bedeutung verwendet. NRU und NTS bildeten 1969 die Nederlandse Omroep Stichting (NOS), der AVRO seither angehörte. Anders als die deutsche ARD war der öffentliche Rundfunk der Niederlande traditionell nicht nach Regionen, sondern nach Konfessionen bzw. Weltanschauungen gegliedert, was mit dem Phänomen der Verzuiling („Versäulung“) der Gesellschaft zusammenhing. 
Einzelpersonen können Mitglieder ihrer jeweils bevorzugten Rundfunkanstalt werden. Die Mitgliederzahl beeinflusst, wie stark der jeweilige Verband innerhalb des NPO vertreten ist. Im Jahr 2014 hatte die VARA 410.373 Mitglieder. Bis zu ihrer Auflösung gehörte sie damit zu den großen Mitgliedsverbänden mit „A-Status“. Die Anstalten betrieben keine eigenen Sender, sondern bekamen jeweils Programmplätze auf den gemeinsamen Radio- und Fernsehsendern der NOS eingeräumt.

### Reformen und Auflösung
Die Bindungswirkung der konfessionellen und politisch-weltanschaulichen Gruppen ließ ab den 1960er-Jahren nach, die Verzuiling löste sich nach und nach auf. Unter dem Vorsitz von Marcel van Dam, der 1986 begann, wurde die VARA radikal umgebaut. Die Hörfunksparte wurde stark verkleinert und neue Mitarbeiter bekamen nur noch Zeitverträge. 1995 wurde Vera Keur van Dams Nachfolgerin. Keur plante im Jahr 2000 eine Umwandlung der VARA in einen kommerziellen Fernsehanbieter, ein Vorhaben, das allerdings platzte, so dass die VARA weiterhin öffentlich-rechtlich blieb. 
In der Zwischenzeit waren neue Rundfunkvereinigungen entstanden, unter anderem das von Bart de Graaff 1997 gegründete Barts Neverending Network (BNN), das ebenfalls als Mitgliedsverband dem NPO angehörte. Dieses richtete sich vorwiegend an ein junges Publikum zwischen 15 und 35 Jahren. Unter dem Vorsitz von Cees Korvinus (2009–11) entstanden erste Zusammenarbeiten der VARA mit BNN. Im November 2011 wurde Hans Andersson zum neuen Vorsitzenden gewählt, der den Posten bis zur Fusion mit BNN innehatte. 
Am 1. Januar 2014 wurde die Fusion der beiden Anstalten wirksam. Nach außen hin traten die beiden Programme jedoch während einer Übergangsphase bis August 2017 noch eigenständig auf. Seither firmieren die Sendungen nur noch unter dem gemeinsamen BNNVARA-Logo. Vorsitzender der BNNVARA ist Marc Adriani, der diesen Posten zuvor bei BNN innehatte. Von der VARA übernahm der neue Sender den Mediendirektor Frans Klein. Die neue Anstalt hat ihren Sitz im Media Park in Hilversum, in jenen Räumen, aus denen die VARA zuletzt gesendet hat. Zum 1. September 2018 wurde VARA endgültig aufgelöst.

## Sendungen
Die VARA war für ihre Comedysendungen bekannt. Dazu gehören unter anderem verschiedene, teilweise preisgekrönte Sitcoms (aktuell: Kinderen geen bezwaar), die populäre und ebenfalls ausgezeichnete Vorabendsendung De Wereld Draait Door und verschiedene Sendungen mit Paul de Leeuw.
Auch mit Unterhaltungsshows gewann die VARA Zuschauer. Dazu gehören die Rudi Carrell Show, Eén van de acht, das Rudi Carrell in Deutschland als Am laufenden Band moderierte, sowie Doet-ie 't of doet-ie 't niet, das ebenfalls einen deutschen Ableger mit dem Namen Tut er's oder tut er es nicht? erlebte. Beide Versionen wurden von Peter Jan Rems moderiert.
In Zusammenarbeit mit dem ZDF wurde zudem die Zeichentrickserie Alfred J. Kwak produziert, an der auch sein geistiger Vater Herman van Veen mitwirkte.
In den 1990er Jahren entstanden viele Kooperationen mit der NPS (später NTR) und der VPRO. Dies war dadurch begründet, dass deren Programme in dieser Zeit vornehmlich auf Nederland 3 gesendet wurden. Ein Beispiel dafür war die Nachrichtensendung NOVA, die von 1992 bis 2010 gesendet wurde. Ihr Name war ein Portemanteau aus NOS und VARA, der Name wurde auch nach der Aufteilung der NOS, als die NPS den Platz in der Sendung einnahm, beibehalten. Bis zuletzt teilte sich die VARA mit NTR und VPRO ein Gebäude in Hilversum.